# Again 가요톱10
Again 가요톱10은 KBS my K에서 2018년 10월 1일부터 서비스를 시작한 유튜브 콘텐츠 전문 채널이다. 1980년대부터 2000년대까지 KBS에서 방송되었던 음악 프로그램을 대상으로 곡 단위 클립 서비스를 제공하고 있다. 그 당시 KBS에서 방송되었던 가요 순위프로그램이었던 《가요톱10》의 상징성을 그대로 가져와 채널명에 사용했다. 《Again 가요톱10》은 8090 음악프로그램을 보고 자란 30~40대들에게는 풋풋한 시절의 추억을 되새기고 디지털콘텐츠에 익숙한 젊은 층에는 당시 문화를 공유하는 역할을 하고 있다.
KBS my K와 유튜브를 통해 실시간 방송 "뮤지션 데이"를 진행한다. 2018년 12월 24일 고 신해철의 데뷔 30주년을 기념하여 12시간 동안 신해철의 KBS 출연 음악 프로그램 영상을 모은 신해철 데이를 방송하였고, 2019년 3월 21일에는 조용필 데뷔 50주년을 기념하고 생일을 맞이한 12시간 동안의 조용필 데이를 진행하였다. 2019년 5월 25일에는 6시간 동안 나훈아의 KBS 출연 음악 프로그램 영상을 방송하는 나훈아데이를 진행하였다. 뮤지션데이는 다시 보기 어려웠던 KBS 출연 영상을 고화질로 감상하며 함께 채팅을 하며 추억을 공유할 수 있다는 점에서 큰 의미가 있다.
2019년 10월 3일과 10월 10일 밤 11시 40분에 KBS 1TV에서 방송했으며, 진행자는 손범수였다.

## 서비스 콘텐츠
- 가요톱10
- 전원집합 토요 대행진
- 쇼 토요특급
- KBS 가요대상 (1981년 ~ 2005년)
- KBS 가요대축제 (2006년 ~ 2018년)
- KBS 빅쇼
- 쇼 특급
- 윤도현의 러브 레터
- 이소라의 프로포즈
- 이하나의 페퍼민트
- 콘서트 7080
- 나이트 쇼
- 뮤직스테이션
- 이문세쇼

## 같이 보기
- 온라인 탑골공원